# Bentalls

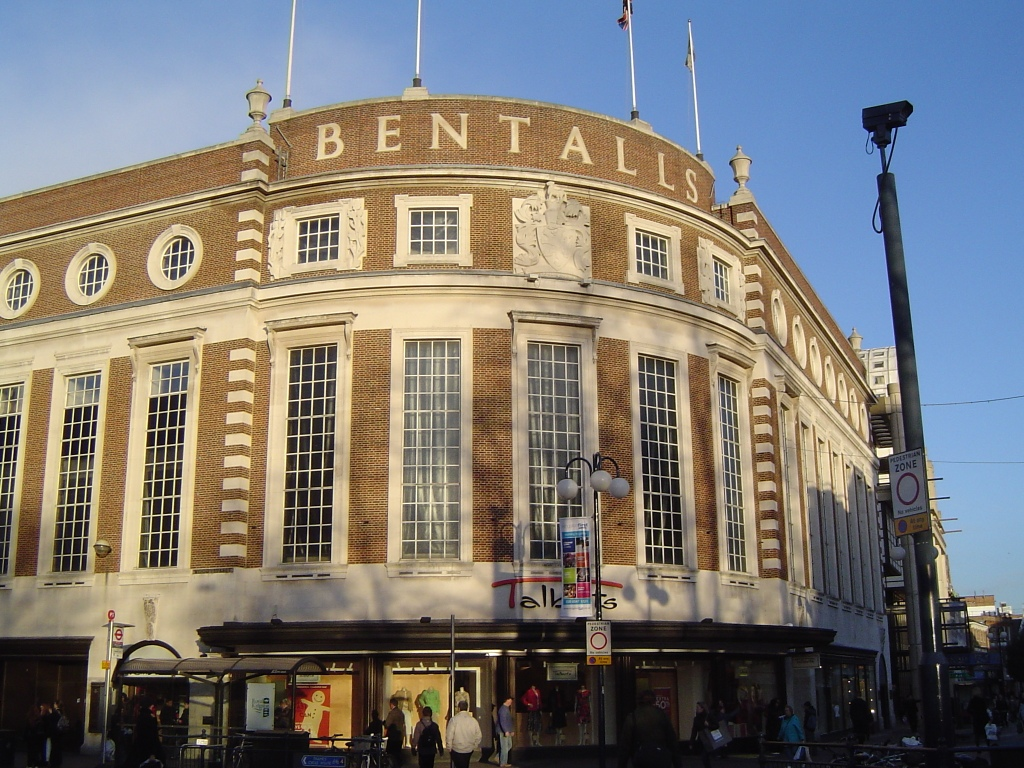
La façade d'origine de Bentalls.

Bentalls est un centre commercial de Londres dans le quartier de Kingston upon Thames, au Royaume-Uni. Avant que l'immeuble ne soit transformé en centre commercial haut de gamme, c'était un atelier de draperie trouvé par Frank Bentall en 1867. Le groupe Fenwick le possède depuis 2001.

## Bentalls, Kingston upon Thames
Bentalls a été ouvert en 1992 mais les travaux de construction ont commencé en 1987. Les travaux ont pris 5 ans pour finir. Bentalls a été fait par Edward Bentall (descendant de Frank Bentall et repris par Rowan Bentall le petit-fils du fondateur). Quand le centre commercial a été ouvert, William Reid Dick a fabriqué une statue de 'Leonard Bentall' au premier étage. Le centre commercial 'Bentalls' a été le premier centre commercial 'non fumeur' en Angleterre. Il est plus haut que l'Abbaye de Westminster et la Cathédrale Saint-Paul de Londres. Il y a plus que 80 magasins, et plus de 14 millions de personnes le visitent chaque année. Dans le centre commercial se trouve le plus long escalator du monde, qui relie le rez-de-chaussée au deuxième étage avec seulement 2 supports.
Magasins en 2012 :
- Clinton Cards
- Paperchase
- Waterstone's
- WHSmith
- Nat West Bank
- Build-A-Bear
- Workshop
- Disney store
- Early Learning
- Centre
- Fun Learning
- Mothercare
- World of Children
- Crèche
- Baby Gap
- Gap Kids
- H&M
- Polarn O. Pyret
- Apple
- GAME
- HMV
- O2
- Phones 4 U
- T Mobile
- The Orange Shop
- Bentalls
- Bentalls Clearance
- Dexters
- Cafe Giardino
- Caffé Nero
- Carluccio's
- Centre View
- Restaurant
- Costa Coffee
- Frank B's Diner
- Gelateria Danieli
- Ice-cream Parlour
- Krispy Kreme
- Doughnuts
- McDonald's
- Millie's Cookies
- Moka Caffè e Cucina
- Satori
- Starbucks
- T.G.I. Friday's
- Zest
- Aldo
- Dune
- Shoon
- Sole Trader
- Timpson
- Cargo Home Shop
- Huttons
- Oliver Bonas
- Sofa Workshop
- Whittard of Chelsea
- Zara Home
- Virgin Active
- Aroma Secrets
- Boot's Health & Beauty
- Crabtee & Evelyn
- David Clulow
- Hair Associates
- Panacea Health & Beauty
- Regis Hair and Beauty
- Supercuts
- Vision Express
- Claire's Accessories
- Essential
- Fraser Hart
- Leslie Davis
- Pandora
- SWAG
- SWAROVSKI
- Austin Reed
- Crew Clothing Co.
- Esprit
- Fat Face
- Hollister Co
- L.K. Bennett
- La Senza
- Massimo Dutti
- New Look
- Pie 5
- Pie Woman
- Polarn O. Pyret
- Republic
- Superdry
- T.M. Lewin
- Tie Rack
- Timberland
- Tommy Hilfiger
- Yumi
- Zara
- Austin Reed
- Bentalls department store
- Bentalls clearance store